# Matt Goss
Matt Goss, właśc. Matthew Weston Goss (ur. 29 września 1968 w Lewisham w Londynie) – brytyjski piosenkarz, muzyk, autor tekstów piosenek, perkusista, gitarzysta i producent muzyczny.

## Życiorys

### Wczesne lata
Urodził się dwa miesiące przed terminem w dzielnicy Londynu – Lewisham, ze swoim bratem bliźniakiem – starszym o 11 minut Lukiem jako syn Carol Phillips i Alana Gossa. Kiedy miał pięć lat, jego rodzice rozwiedli się. Jego matka dwa lata później związała się z Tonym Philipsem, ojcem dwójki dzieci – Carolyn i Adama.

### Kariera muzyczna
W latach 1986–92 wraz ze swoim bratem i Craigiem Loganem tworzył brytyjski boys band dance-pop Bros. Grupa nagrała trzy albumy i jeden wideo album oraz wylansowała wówczas takie przeboje jak „When Will I Be Famous?” (1987), „Drop The Boy” (1988), „I Owe You Nothing” (1988), „I Quit” (1988), „Cat Among the Pigeons”/„Silent Night” (1988), „Too Much” (1989), „Chocolate Box” (1989), „Sister” (1989), „Madly in Love” (1990), „Are You Mine” (1991) czy „Try” (1991).
Trzy lata po rozpadzie Bros, w 1995 nagrał swój debiutancki solowy album The Key, na którym znalazł się tytułowy hit Top 40 (1996) i cover przeboju z 1985 roku „If You Were Here Tonight” Alexandra O’Neala. Wspomagał także wokalnie Terence’a Trenta D’Arby’ego w utworze „Supermodel Sandwich W/Cheese” (1995), pochodzącym z albumu D’arby’ego Vibrator.
W 1997 nawiązał współpracę z włoskim producentem Joe T. Vanellim, by nagrać album One pod pseudonimem Co*Bra. Po wylansowaniu przeboju „I’m Coming with Ya” (Idę z tobą), w 2003 dotarł do finału reality show Gordona Ramsaya Hell’s Kitchen. Piekielna Kuchnia i wydał swój drugi album Early Side of Later. Nagrał dwa single z Minimal Chic: „I Need the Key” (2004) i cover grupy U2 „With or Without You” (2006). Potem przeniósł się do Los Angeles, aby skoncentrować się na karierze w Stanach Zjednoczonych>.
W 2009 roku podpisał kontrakt z choreografką Robin Antin, założycielką grupy taneczno-muzycznej The Pussycat Dolls, samofinansował trzecią płytę długogrającą Gossy. Regularnie koncertował w Palms Casino Resort w Las Vegas. W styczniu 2010 podpisał trzyletni kontrakt z Caesars Palace jako główna atrakcja, gdzie występował w piątkowe i sobotnie wieczory w Cleopatra’s Barge, a także w Royal Albert Hall w Londynie (19 października 2010, 21 października 2011). W lutym 2011 pojawił się w kampanii reklamowej telewizji Yorkshire Tea. W 2013 powrócił do studia i nagrał swój czwarty studyjny album Life You Imagine.
Napisał także autobiografię More Than You Know: The Autobiography (wyd. 28 października 2005) i książkę dla dzieci Miś Crimbo (Bear Crimbo, wyd. 1 września 2009).

## Dyskografia

### albumy
- 1995 The Key
- 1997 One (jako Co*Bra)
- 2004 Early Side of Later
- 2009 Gossy
- 2013 Life You Imagine

### single
| Rok  | Tytuł                                                | Pozycja na UK Singles Chart | Album               |
| ---- | ---------------------------------------------------- | --------------------------- | ------------------- |
| 1995 | "The Key"                                            | #40                         | The Key             |
| 1996 | "If You Were Here Tonight"                           | #23                         | The Key             |
| 1996 | "Heaven is 10 Zillion Light Years Away"              | —                           | The Key             |
| 1997 | "Love Sweet Love" jako Co*Bra                        | —                           | One                 |
| 1997 | "Living for the City" jako Co*Bra                    | —                           | One                 |
| 2003 | "I'm Coming With Ya"                                 | #22                         | –                   |
| 2004 | "Fly"                                                | #31                         | Early Side of Later |
| 2004 | "I Need the Key" (Minimal Chic, gościnnie Matt Goss) | #54                         | –                   |
| 2006 | "It's the End of the Road"                           | —                           | –                   |
| 2009 | "Evil"                                               | —                           | Gossy               |
| 2010 | "Firefly" (Paul Oakenfold, gościnnie Matt Goss)      | —                           | –                   |
| 2011 | "Fighting For Love"                                  | —                           | –                   |
| 2013 | "Strong"                                             | —                           | Life You Imagine    |
| 2016 | "Gone Too Long"                                      | TBD                         | TBD                 |